# Artă contextuală
Termenul de artă contextuală (în germană, Kontextkunst) a fost introdus prin intermediul expoziției fundamentale și a publicației care a însoțit-o, Kontext Kunst.
Arta anilor '90 curatoriată de Peter Weibel la Neue Galerie im Künstlerhaus Graz (Austria) în 1993 (02.10.–07.11.1993).

## Expoziția și publicația inițiatoare
Atât expoziția, cât și publicația Kontext Kunst au avut ca scop stabilirea bazelor pentru recunoașterea unei noi forme de practică artistică apărută la începutul anilor 1990. Modul de prezentare a expoziției a înfățișat abordări diferite ale artei, deși toate împărtășeau un interes comun pentru utilizarea metodelor de contextualizare în vederea dezvăluirii legăturilor dintre operele de artă și condițiile lor de producție, indiferent de tipul acestora: formale, sociale sau definite ideologic. Critica instituțională, pozițiile feministe și, mai târziu, critica adusă condițiilor economice precare și problemelor legate de globalizare, toate acestea fiind strâns legate de schimbările sociale și politice, au devenit subiecte relevante ale producției artistice.
„Nu mai este vorba doar de a critica sistemul artistic, ci de a critica realitatea și de a analiza și crea procese sociale. În anii 1990, contextele non-artistice erau din ce în ce mai prezente în discursul artistic. Artiștii devin agenți autonomi ai proceselor sociale, partizani ai realității. Interacțiunea dintre artiști și situațiile sociale, dintre contexte artistice și non-artistice a dus la o nouă formă de artă, în care ambele părți se pliază și formează ceea ce numim arta contextuală. Scopul acestei construcții sociale a artei este de a participa la construcția socială a realității”.
Poate pentru că termenul a fost pus în circulație sub denumirea din germană, Kontext Kunst sau poate din cauza orientării sale politice (vezi referința Mariei Lind ), conceptul nu s-a răspândit niciodată dincolo de barierele lingvistice ale Europei. În schimb, strategii vag asemănătoare au fost etichetate drept Modele de practici participative de către Christian Kravagna, în 1998, în încercarea sa de a defini domeniul, sau drept Artă relațională, o noțiune, destul de moderată, apărută mai târziu pe baza cărții Relational Aesthetics din 2002 a lui Nicolas Bourriaud.
Catalogul care însoțește expoziția este descris ca documentând „o expoziție de mare anvergură, menită să ilustreze apariția în ultimul deceniu a unei noi mișcări artistice internaționale (...)”, care cuprinde „... o antologie de 22 de eseuri substanțiale (unele reeditate) care discută din diverse perspective problemele artistice și temele sociale și politice care disting arta contextuală de formele conexe ale artei conceptuale și ale instalațiilor (...)”.

## Artiști participanți
Fareed Armaly, Cosima von Bonin⁠(d), Tom Burr, Clegg & Guttmann, Meg Cranston, Mark Dion, Peter Fend, Andrea Fraser, Inspection Medhermeneutics, Ronald Jones, Louise Lawler, Thomas Locher, Dorit Margreiter, Kasimir Malewitsch, Katrin von Mötzahn, Regina Mötzahn, Reinhard Mucha, Christian Philipp Müller, Anton Olschwang, Hirsch Perlman, Dan Peterman, Adrian Piper, Mathias Poledna, Stephan Prina, Florian Pumhösl, Gerwald Rockenschaub, Julia Scher, Oliver Schwarz, Jason Simon, Rudolf Tobier Stingel, Lincoln Tbier, Olschwa, Lincoln Christopher Williams, Peter Zimmermann, Heimo Zobernig 

## Linkuri externe
- Dreher, Thomas.  Kontextreflexive Kunst: Selbst- und Fremdbezüge in intermedialen Präsentationsformen/Context Art: Internal and External References in Intermedia Forms of Presentation" În germană în: Weibel, Peter (ed.): Kontext Kunst. Kunst der 90er Jahre. Köln 1994 (cat. expoziție. Kontext Kunst – Trigon '93. Steirischer Herbst '93, Neue Galerie am Landesmuseum Joanneum. Graz 1993), p. 79-112.